# Gnadochaeta pruinosa
Gnadochaeta pruinosa là một loài ruồi trong họ Tachinidae.